# Circuit de Monza
El Circuit de Monza, anomenat oficialment Autodromo Nazionale di Monza, és un circuit de curses de 5,793 km de longitud situat a prop de la ciutat de Monza, al nord de Milà (Itàlia). Construït el 1922, va ser el tercer autòdrom del món (sense comptar les pistes de board track americanes) després dels de Brooklands i Indianapolis i el més antic de l'Europa continental (l'autòdrom de Terramar es va construir a Sant Pere de Ribes només un any després).
El circuit és conegut popularment com a The Temple of Speed ('El temple de la velocitat') per les seves llargues rectes i ràpids revolts. L'esdeveniment més important que s'hi celebra és el Gran Premi d'Itàlia. Tret de l'edició de 1980, en què la pista era tancada per reformes, la cursa s'hi ha corregut anualment des de 1949.

## Característiques

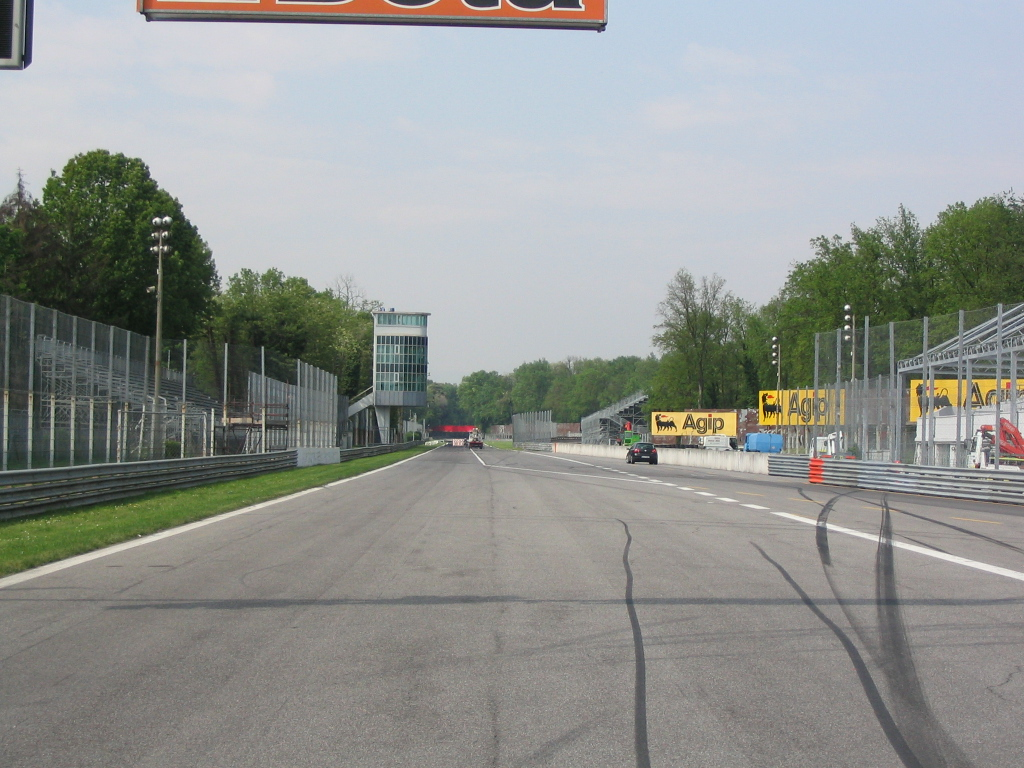
La recta principal d'1,12 km

Construït al parc de la Villa Reale di Monza en un entorn boscós, l'equipament disposa de tres pistes: la pista de Gran Premi (la principal) de 5,793 km de longitud, la pista Júnior de 2,405 km i una pista ovalada d'alta velocitat de 4,250 km amb peralts pronunciats, que es va deixar de fer servir durant dècades i s'havia anat deteriorant fins que va ser restaurada a la dècada del 2010. Les fites més conegudes de la pista de Gran Premi són la Curva Grande, la Curva di Lesmo, la Variante Ascari i la Curva Alboreto (antigament anomenada Curva Parabolica). El revolt d'alta velocitat Curva Grande es troba després de la Variante del Rettifilo, al final de la recta principal (Rettifilo Tribune), i normalment la fan servir els cotxes de Fórmula 1.
En ser un circuit molt ràpid, a Monza hi ha hagut molts accidents mortals, especialment durant els primers temps del campionat del món de Fórmula 1. Al llarg dels anys hi han mort 52 pilots i 35 espectadors. Per tal de millorar la seguretat dels espectadors i reduir la velocitat dels revolts, s'ha anat modificant contínuament la pista, però encara avui és criticada pels conductors per la seva manca d'escapatòries, sobretot a la xicana que talla la Variante della Roggia.

## Esdeveniments
A més de la Fórmula 1, el circuit va acollir anteriorment els 1.000 km de Monza, una cursa de resistència de cotxes esportius que formava part del Campionat del Món de Sport prototips i de les European Le Mans Series. També s'hi va córrer la Race of Two Worlds, que enfrontava cotxes de Fórmula 1 amb els del Campionat Nacional de l'USAC. El Gran Premi de les Nacions de motociclisme, rebatejat com a Gran Premi d'Itàlia el 1991, es va celebrar habitualment a Monza entre el 1949 i el 1987. A banda, Monza va acollir al llarg dels anys proves puntuables per al Campionat del Món de Superbike, WTCC, TCR International Series, Formula Renault 3.5 Series i Auto GP.

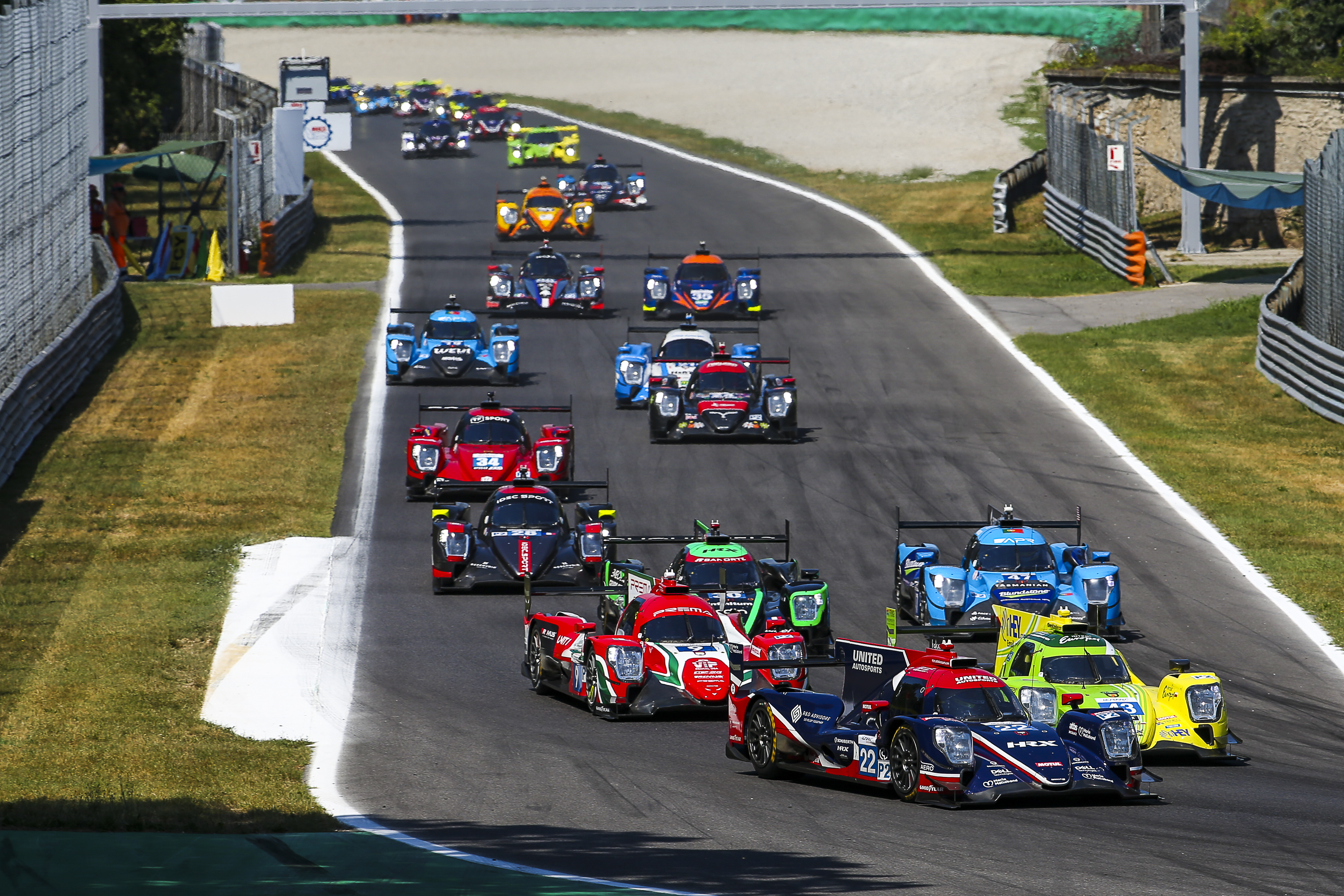
Les 4 Hores de Monza de 2022

Actualment, Monza acull proves de la GT Series Endurance Cup, International GT Open i Euroformula Open, així com diversos campionats locals com ara la TCR Italian Series, el Campionat d'Itàlia de GT, la Porsche Carrera Cup Italia i el Campionat d'Itàlia de Fórmula 4, així com el Monza Rally Show. El 2020, el circuit va acollir la ronda final del Campionat Mundial de Ral·lis, l'ACI Rally Monza, que disputà 10 de les 16 etapes al circuit.
A banda dels esports de motor, a Monza s'hi han celebrat curses de ciclisme i atletisme de fons, sobretot la Marató de Ciclisme de 12 hores de Monza i la mitja marató "Monza 21". Els científics de Nike van triar Monza per a la Breaking2, on tres corredors van intentar trencar la barrera de les 2 hores per a la marató. Eliud Kipchoge hi va fer un temps de 2:00:25.

## Història

### Primers anys
La primera pista de Monza va ser construïda de maig a juliol de 1922 per 3.500 treballadors i fou finançada per l'Automobile Club di Milano, que va crear la Società Incremento Automobilismo e Sport (SIAS) amb aquest propòsit. L'equipament inicial ocupava 3,4 quilòmetres quadrats, amb 10 km de carretera macadamitzada en què hi havia una pista en forma de bucle (la famosa pista oval d'alta velocitat, coneguda com a "Anello alta velocità" en italià) de 4,5 km i una de carretera de 5,5 km. La pista de carretera travessava l'oval per un pont. El circuit es va inaugurar oficialment el 3 de setembre de 1922 amb l'anomenat Gran Premio della Vetturette i el 10 de setembre s'hi va celebrar la cursa inaugural, segon Gran Premi d'Itàlia.
El 1928, al Gran Premi d'Itàlia, es produí l'accident més greu fins aleshores en una cursa a Itàlia en morir-s'hi el pilot Emilio Materassi i 27 espectadors. L'accident va provocar que el Gran Premi d'Itàlia no es tornés a celebrar fins al 1931 i, mentrestant, se celebraren les curses de l'anomenat "Gran Premi de Monza" només al circuit d'alta velocitat. El 1930, l'empresari promotor de l'automobilisme Vincenzo Florio jr. va presentar el "Circuit Florio", dissenyat per ell, que combinava seccions originals de l'oval i de la pista de carretera, interrompudes por diverses xicanes.

El circuit Florio (1935-1937)

Després de dues edicions en què el Gran Premi d'Itàlia se celebrà al circuit d'alta velocitat (1931-1932), el de 1933 es va tornar celebrar al traçat complet original, però es va veure afectat per la mort de tres pilots (Giuseppe Campari, Baconin Borzacchini i Stanislaw Czaykowski) al Gran Premi de Monza, cursa complementària celebrada el mateix dia al circuit oval més curt. La tragèdia va fer que aquella cursa es conegués com al "Dia Negre de Monza" i el traçat emprat pel Gran Premi d'Itàlia es va canviar. El 1934 se'n va crear un de curt en què s'uniren per mitjà d'una forquilla dos carrils de la recta amb la Curva Sud (amb doble xicana) i s'hi corria en sentit contrari a l'habitual. Aquesta configuració es va considerar massa lenta i el 1935 es va tornar a emprar el Circuit Florio, aquesta vegada amb quatre xicanes temporals i una altra de permanent al llarg de la Curva Sud. El 1938 només es va fer servir aquesta última.
Entre 1938 i 1939 hi va haver una reconstrucció important de l'equipament: es construïren noves grades i entrades, es reasfaltà la pista, s'eliminà l'oval d'alta velocitat i s'afegiren dos nous revolts a la part sud del circuit. El disseny resultant va deixar la longitud del traçat en 6,300 km i estigué en ús fins al 1954.
L'esclat de la Segona Guerra Mundial va suposar la suspensió de les curses a Monza fins a 1948 i algunes parts del circuit es van degradar a causa de la manca de manteniment i l'ús militar. A començaments de 1948, el circuit va ser renovat durant un període de dos mesos i el 17 d'octubre s'hi va celebrar un Gran Premi.

### Oval d'alta velocitat

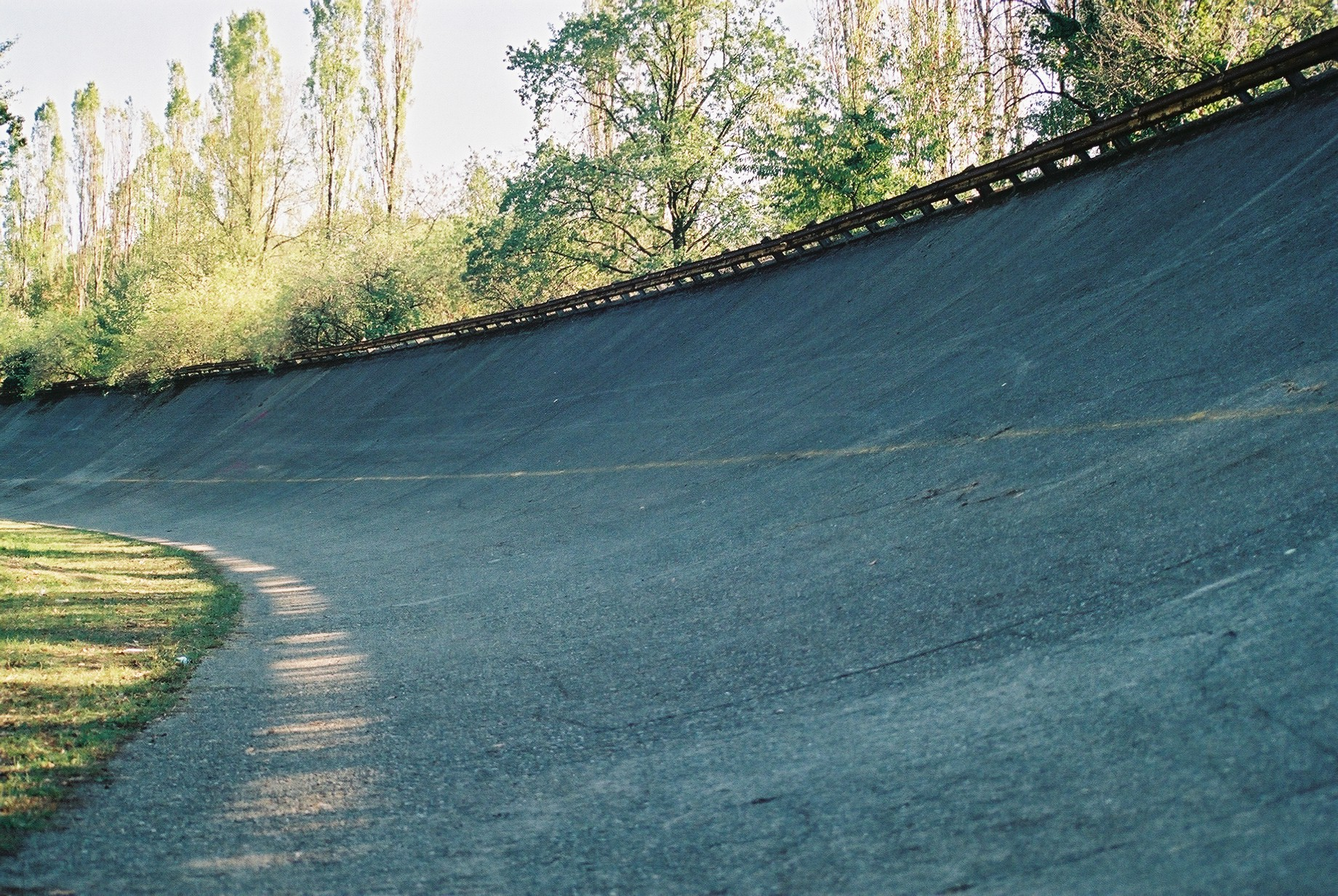
Revolt peraltat de lAnello Alta Velocità el 2003

El 1954 es va començar a treballar per a renovar completament el circuit, donant lloc a un traçat de 5,750 km  i un nou oval d'alta velocitat de 4,250 km amb revolts sobreperaltats inclinats (el del sud es va desplaçar lleugerament cap al nord). Tots dos circuits es podien combinar per tal de recrear l'antic circuit de 10 km i els cotxes podien córrer en paral·lel a la recta principal. El primer revolt de Lesmo es va modificar per a fer-lo més ràpid i la infraestructura i les instal·lacions de la pista també es van actualitzar i millorar per tal d'acollir millor els equips participants i els espectadors.
L'Automobile Club d'Itàlia va organitzar competicions d'exhibició de la Race of Two Worlds de 800 km, destinades a enfrontar l'Auto Club IndyCars dels Estats Units contra els cotxes de la Fórmula 1 i els esportius europeus. Les curses es van celebrar a l'oval a finals de juny de 1957 i 1958 i consistien en tres mànegues de 63 voltes (267,67 km), unes curses que col·loquialment es van conèixer com al campionat de Monzanapolis. Entre els pilots europeus hi havia preocupació per si les curses amb peralts serien massa perilloses, de manera que finalment només l'Écurie Écosse i Maserati van representar Europa a la primera cursa. Els equips nord-americans havien portat pneumàtics especials Firestone reforçats per a suportar la circulació a alta velocitat a la superfície accidentada de Monza, però la direcció dels Maserati es va veure molt afectada per la mida dels pneumàtics, més gran de l'habitual, cosa que va provocar la retirada de l'equip italià. Els tres cotxes esportius de tipus Jaguar D de l'Écurie Écosse van emprar els seus pneumàtics amb les especificacions de Le Mans sense patir efectes adversos, però en córrer a menys velocitat que als entrenaments per a conservar els pneumàtics van ser completament superats.

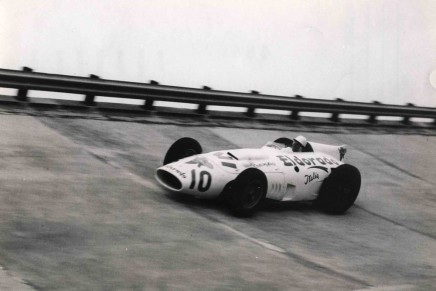
Stirling Moss amb el Maserati a la Race of Two Worlds de 1958

A l'edició de 1957, Jimmy Bryan en va guanyar dues mànegues amb un Kuzma-Offenhauser Dean Van Lines Special i Troy Ruttman la tercera  amb un Watson-Offenhauser John Zink Special. El 1958, els equips Jaguar, Ferrari i Maserati hi van participar al costat dels roadsters de l'IndyCars, però una vegada més els cotxes nord-americans van dominar l'esdeveniment i Jim Rathmann va guanyar les tres curses amb un Watson-Offenhauser.
La Fórmula 1 va emprar la pista d'alta velocitat de 10 km als Grans Premis de 1955, 1956, 1960 i 1961. Stirling Moss i Phil Hill van guanyar dues vegades en aquest període (la victòria de Hill a Monza el va convertir en el primer nord-americà a guanyar una cursa de Fórmula 1). El circuit combinat no es va emprar durant tres anys perquè durant el Gran Premi de 1956 els Ferrari i els Maserati patien mecànicament as peralts. El 1956, en canvi, es va tornar a fer sevir perquè el punt fort de Ferrari aquell any era la velocitat en línia recta i els organitzadors volien maximitzar aquest avantatge. Al Gran Premi de 1961 hi van morir Wolfgang von Trips i quinze espectadors quan una col·lisió amb el Lotus de Jim Clark va enviar el cotxe de von Trips pels aires i va aterrar a les barreres properes a la Parabolica. Tot i que l'accident no es va produir al tram oval de la pista, les altes velocitats assolides a la cursa es van considerar insegures i es va acabar l'ús de l'oval a la Fórmula 1.

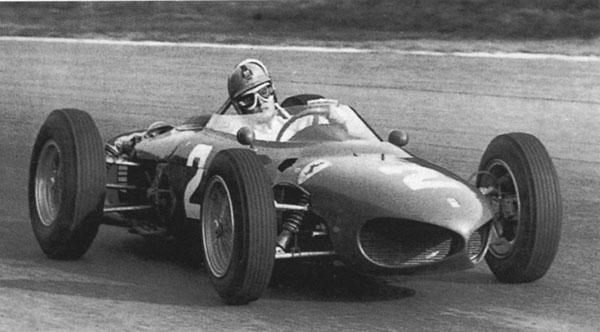
Giancarlo Baghetti amb el Ferrari al GP d'Itàlia de 1962

De cara al Gran Premi de 1963 es va tornar a intentar fer servir el circuit combinat, però la naturalesa extremadament accidentada i la mala qualitat general del peralt de formigó van fer que alguns cotxes patissin mecànicament. Els equips van protestar i van amenaçar d'anar-se'n a no ser que es fes servir únicament el circuit de carretera, que és el que es va fer finalment. Els següents Grans Premis es van celebrar en el circuit de carretera més curt, mentre que els peralts van aparèixer per última vegada a la pel·lícula Grand Prix de 1966.
Abans de la següent cursa es van afegir nous murs de seguretat, barreres (els famosos "guarda-rails") i tanques i es va allunyar la zona de proveïment de combustible de la pista. El 1966 es van afegir xicanes abans dels dos peralts i una altra mort als 1000 km de Monza de 1968 va provocar que s'afegissin escapatòries als revolts i que l'any següent es canviés el traçat per a incorporar xicanes permanents abans dels peralts, ampliant la longitud de la pista de 100 metres.
La darrera gran cursa al circuit combinat es va celebrar el 1969, en què s'hi van córrer els 1000 km de Monza; la prova es va traslladar al circuit de carretera l'any següent i l'oval mai no s'ha tornat a emprar des d'aleshores per a curses importants. Es va emprar diverses vegades per a batre-hi rècords fins a finals de la dècada del 1960, tot i que el terra irregular era un repte important per a la suspensió i els pneumàtics dels cotxes de producció que hi intentaven rècords de resistència, com ara el Ford Corsair GT que el 1964 n'hi va obtenir tretze.
L'oval encara existeix actualment, tot i que força degradat pel pas dels anys. Durant la dècada del 1990 va estar a punt de ser enderrocat. Es fa servir un cop l'any per a l'ACI Rally Monza, que va formar part del Campionat del Món de Ral·lis el 2021.

### Canvis i modernització del circuit
Tant les curses de Fórmula 1 com les del mundial de motociclisme eren atraccions habituals a Monza. La gran competitivitat de cotxes i pilots feia que sovint es produïssin finals ajustats, com als Grans Premis de 1967, 1969 i 1971. A causa del constant augment de la velocitat dels bòlids, el 1972 es van afegir dues xicanes per a reduir les velocitats en cursa: la Variante del Rettifilo a la meitat de la recta principal i la Variante Ascari. La longitud del circuit va quedar així en 5,755 km.

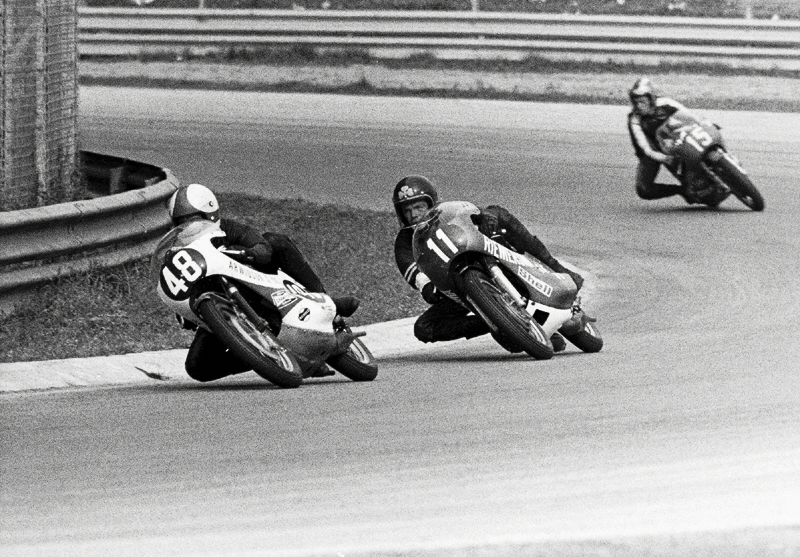
Jarno Saarinen (48) al GP de les Nacions de

Les motocicletes de Gran Premi van continuar fent servir la pista anterior sense alentir fins al Gran Premi de les Nacions de 1973, en què dos dels millors pilots del mundial d'aleshores, Jarno Saarinen i Renzo Pasolini, es van morir en un greu accident múltiple. A la primera volta de la cursa de 250cc, Pasolini es va estavellar contra el guarda-rail i es va matar a l'instant. Tot seguit, la motocicleta va sortir rebotada al circuit i va colpejar Saarinen al cap. L'impacte li va fer caure el casc i posteriorment va ser atropellat per una altra moto, cosa que li causà ferides mortals. L'accident va provocar una reacció en cadena en la qual van estar implicats més de catorze pilots, molts dels quals van patir ferides greus. El tràgic accident va marcar un punt d'inflexió pel que fa a les mesures de seguretat als Grans Premis de motociclisme i va fer que el mundial no tornés a Monza fins al 1981. A més a més, 40 dies després del desastre, tres pilots es van morir en una cursa del Campionat d'Itàlia júnior al mateix circuit.

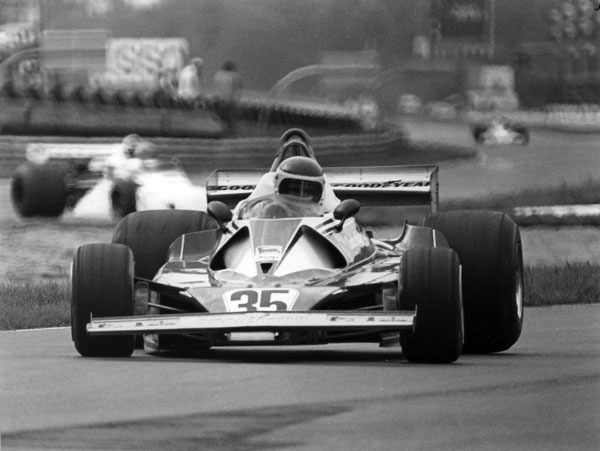
Carlos Reutemann al GP d'Itàlia de 1976

Pel que fa a la Fórmula 1, ben aviat es va veure que les xicanes de 1972 eren ineficaces per a frenar els cotxes; el Vialone es va refer el 1974, la Curva Grande el 1976 i es va fer un tercer afegitó el mateix 1976 abans del revolt de Lesmo, amb escapatòries ampliades. La longitud del traçat després d'aquestes alteracions va augmentar a 5,800 km.

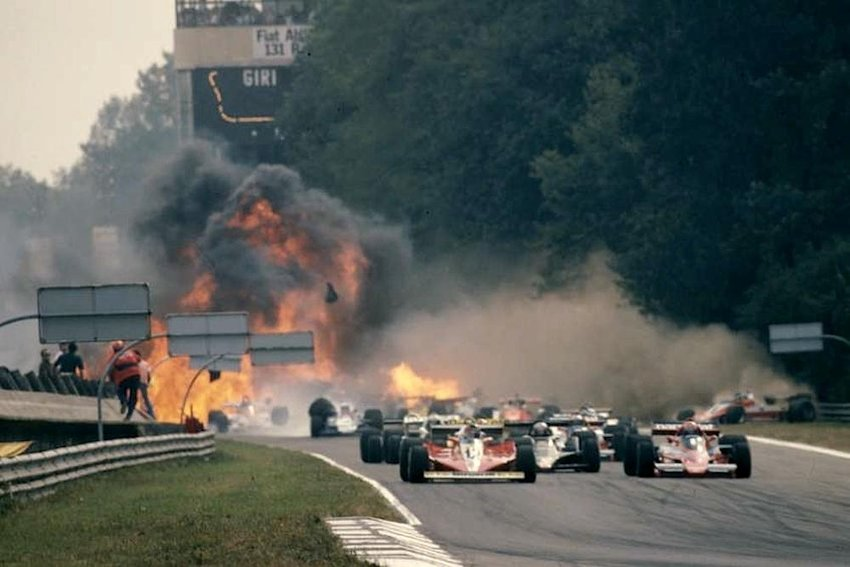
L'accident en què perdé la vida Ronnie Peterson el 1978

Malgrat tot, la tragèdia seguia colpint Monza. Durant el Gran Premi d'Itàlia de 1978, Ronnie Peterson va xocar fortament amb les barreres i el seu Lotus es va incendiar abans de sortir rebotat al mig de la pista. El suec va ser hospitalitzat amb múltiples fractures i es va morir més tard a l'hospital. Com que la tecnologia augmentava cada cop més la velocitat dels vehicles, el 1979 es va modificar novament la pista amb més mesures de seguretat, com ara noves vorades, escapatòries ampliades i barreres de pneumàtics per a incrementar la seguretat dels conductors fora de la pista. La infraestructura també es va millorar, amb boxs amb capacitat per a 46 cotxes, un pàdoc millorat i instal·lacions de control tècnic. Aquests canvis van encoratjar el mundial de motociclisme a tornar el 1981 i durant la dècada del 1980 es van dur a terme treballs de seguretat addicionals. En aquella època es van reconstruir o millorar el podi, el pàdoc i el complex de boxs, les grades i el càmping proper.
A mesura que el món de l'automobilisme es va fer més conscient de la importància de la seguretat després de la mort d'Ayrton Senna i Roland Ratzenberger al circuit d'Imola el 1994, els tres principals revolts llargs es van "comprimir" per a instal·lar-hi trampes de grava més grans, escurçant la longitud del circuit a 5,770 km. El 1997 es van refer les grades per tal d'ampliar-ne la capacitat fins a 51.000 espectadors. L'any 2000 es va modificar la xicana de la recta principal, passant d'una de doble en sentit esquerra-dreta a una d'única de dreta-esquerra per tal d'intentar reduir els freqüents accidents a les sortides a causa de la configuració de la zona de frenada (tot i així, la xicana encara es considera insegura actualment per a les curses de motocicletes). En la mateixa actuació es va perfilar la segona xicana. Al Gran Premi d'aquell any, el primer a emprar aquestes noves xicanes, un cap de bombers, Paolo Gislimberti, va resultar mort en rebre l'impacte d'objectes que havien sortit volant després d'un gran amuntegament a la segona xicana.

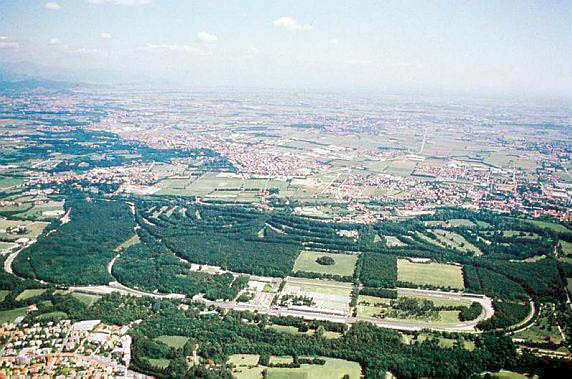
Vista aèria de l'autòdrom, amb Villasanta al nord. La ciutat de Monza és al sud-est de la foto (no hi surt)

El 2007, l'escapatòria de la segona xicana es va canviar de grava a asfalt. La longitud de la pista en la seva configuració actual és de 5,793 km. A la ronda del Campionat del Món de Superbike del 2010, Max Biaggi va marcar la volta ràpida en moto del circuit en pilotar la seva Aprilia RSV4 1000 F fins a la pole position en un temps d'1:42.121. A la qualificació de la Superpole per a la cursa de 2011, Biaggi va millorar aquest temps amb un nou rècord de volta d'1:41.745, a una velocitat de més de 330 km/h.
A finals de 2016 es planejava treballar en un nou primer revolt, que hauria obviat la primera xicana i la Curva Grande. Els pilots havien de passar per un revolt ràpid a la dreta i entrar en una nova xicana més ràpida. Es planejava que el treball s'acabés el 2017 amb l'esperança d'un contracte renovat per a la Fórmula 1. També es volia tornar a posar grava a l'escapatòria del revolt de la Parabolica i reasfaltar la pista. Tanmateix, els plans per als canvis es van suspendre perquè la pista es trobava a l'històric parc de Monza. De cara al Gran Premi d'Itàlia del 2024, el circuit havia de patir canvis importants, cosa que va obligar el Campionat del Món de resistència (WEC) a abandonar les 6 Hores de Monza, traslladant-les al Circuit d'Imola.

## Historial del traçat

El circuit original (1922–1933)
El circuit Florio (1935–1937)
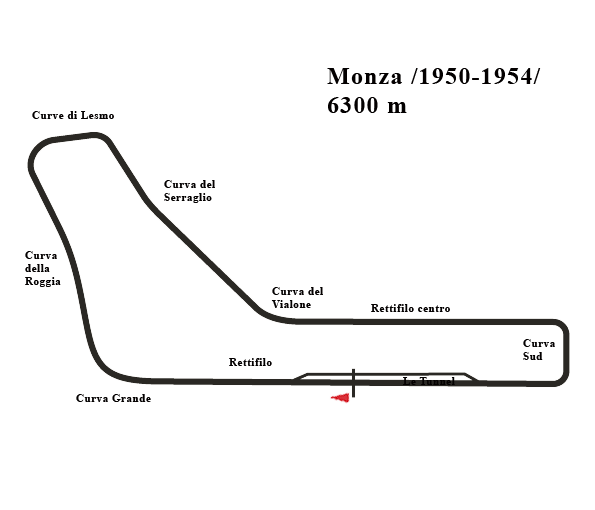
Segona versió. Els revolts de pòrfir en comptes del revolt sud i la recta central (1950-1954)
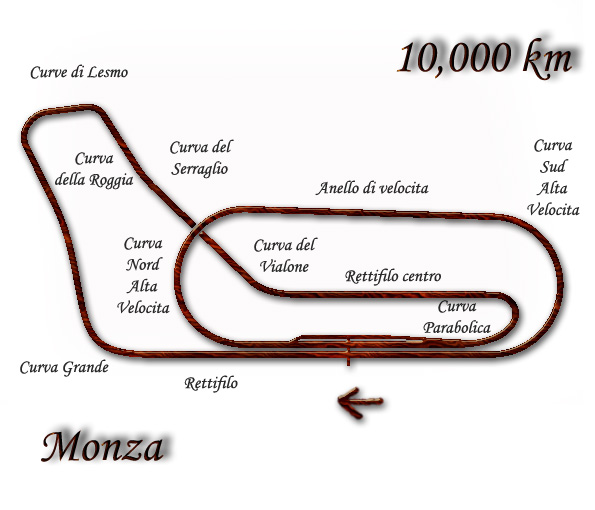
Tercera versió (circuit combinat). Es va crear un nou oval amb l'addició de la Parabolica (1955–1956, 1960–1961)
Tercera versió (circuit oval) (1955–1971)
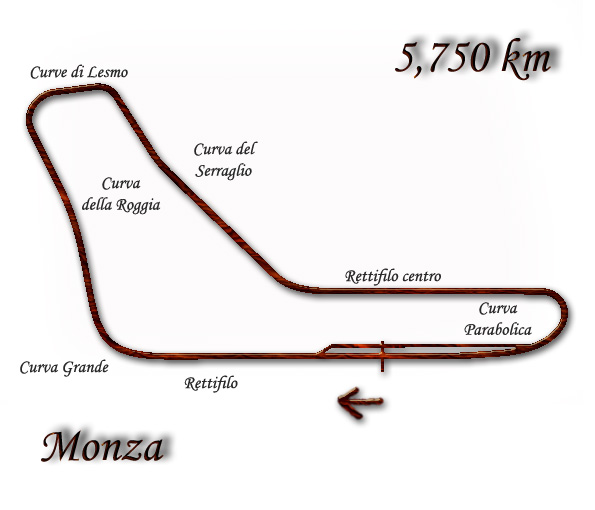
Quarta versió (circuit de carretera) (1957–1959, 1962–1971)
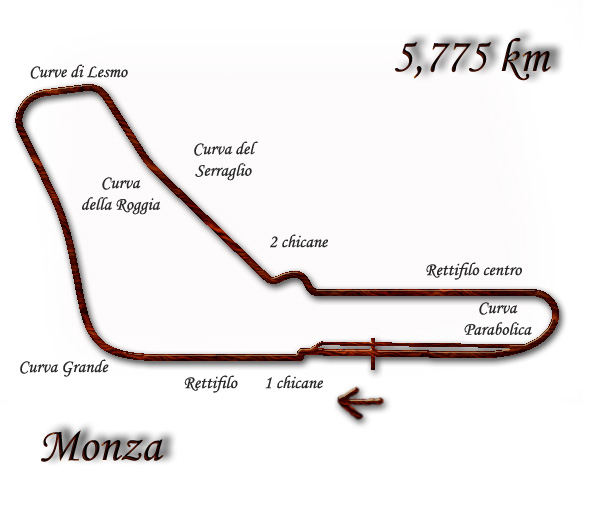
Cinquena versió inclosa la incorporació de xicanes temporals a l'entrada de l'oval i abans de la Curva Ascari (1972–1973)
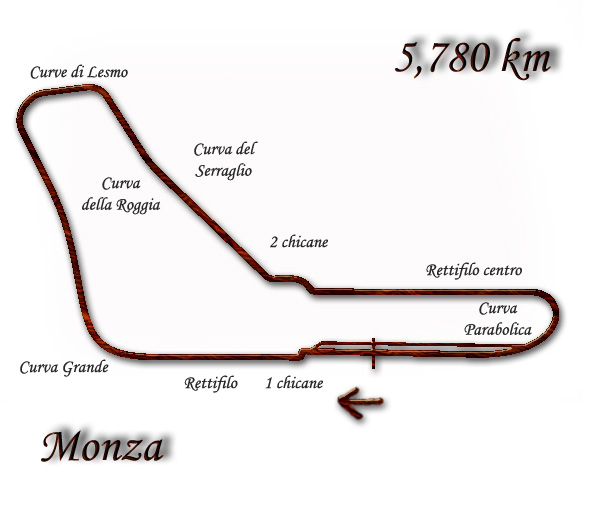
Sisena versió amb lleugeres modificacions a la Variant Ascari (1974–1975)
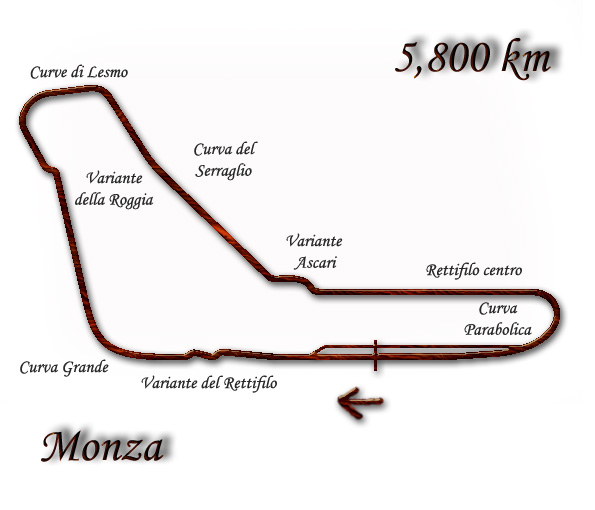
Setena versió amb la introducció de les Variants Roggia, Goodyear i Ascari (1976–1994)
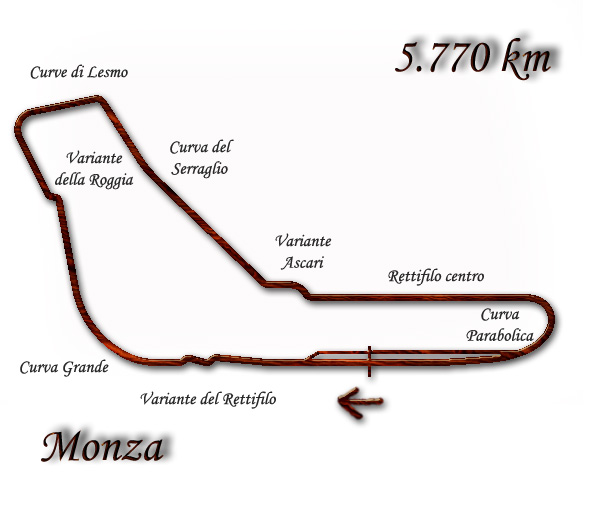
Vuitena versió amb la reducció del radi de Lesmo i canvis a les vies d'escapament a Lesmo, Ascari i Parabolica (1995–1999)
Novena versió amb la primera variant completament modificada de forma, la Curva Grande moguda uns metres cap endins, la variant Roggia avançada lleugerament i els revolts de Lesmo estrets (2000-actualitat)

## Víctimes mortals

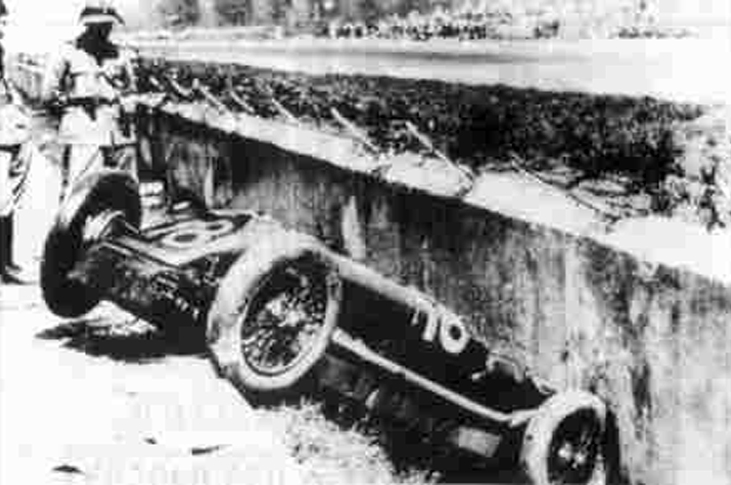
El Talbot d'Emilio Materassi després de l'accident mortal a Monza el 1928

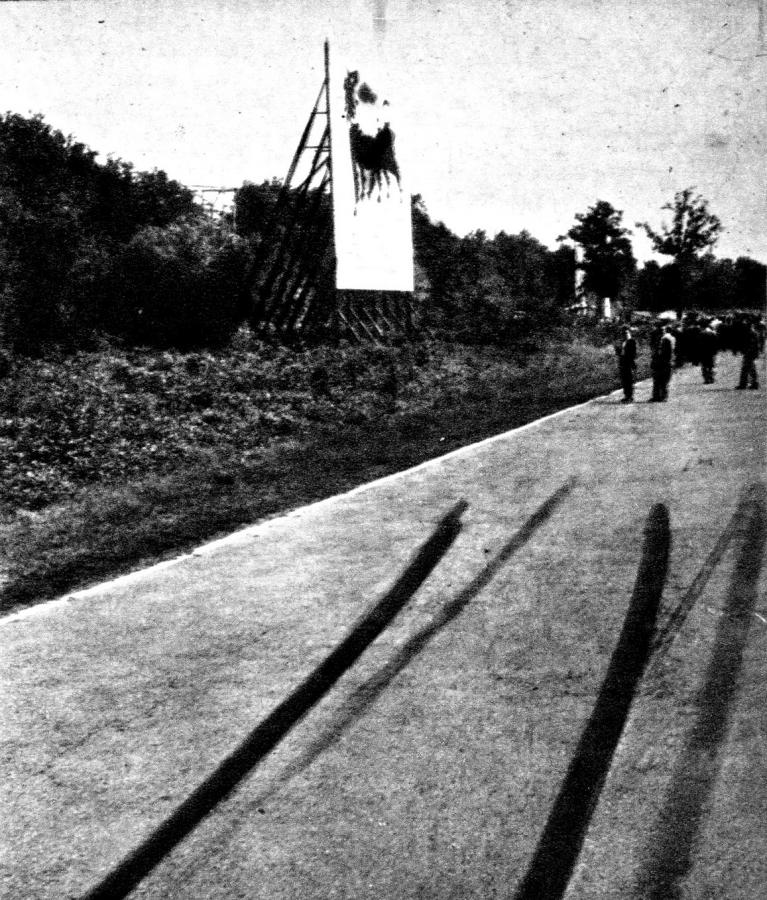
El revolt on es va estavellar Alberto Ascari el 1955. Es va morir pocs minuts després.

- 1922: Fritz Kuhn (Austro-Daimler), mort durant els entrenaments del Gran Premi d'Itàlia de 1922[14]
- 1923: Enrico Giaccone, passatger en un Fiat 805 que conduïa Pietro Bordino en unes proves privades[14]
- 1923: Ugo Sivocci (Alfa Romeo P1), mort durant els entrenaments del Gran Premi d'Itàlia de 1923[14]
- 1924: El comte Louis Zborowski (Mercedes), mort després d'estavellar-se contra un arbre a Lesmo durant el Gran Premi d'Itàlia de 1924[14]
- 1928: Emilio Materassi i 27 espectadors es van morir després que Materassi estavellés el seu Talbot contra la tribuna durant el Gran Premi d'Itàlia de 1928[4][9][14]
- 1931: Luigi Arcangeli (Alfa Romeo), mort després d'estavellar-se a Lesmo durant els entrenaments del Gran Premi d'Itàlia de 1931[14]
- 1933: Giuseppe Campari (Alfa Romeo Tipo B 2,6 L), Mario Umberto Borzacchini (Maserati 8C-3000) i Stanislaw Czaykowski (Bugatti), morts després d'estavellar-se al peralt sud durant el Gran Premi de Monza de 1933[13][14]
- 1954: Rupert Hollaus, mort durant els entrenaments del Gran Premi d'Itàlia de motociclisme
- 1955: Alberto Ascari, mort durant unes proves privades al Vialone (l'actual xicana Ascari), conduint un Ferrari 750 Monza, només quatre dies després del seu accident al port al Gran Premi de Mònaco de 1955[9]
- 1961: Wolfgang von Trips[9][18] i 14 espectadors es van morir després que von Trips xoqués amb Jim Clark acostant-se a la Parabolica a la segona volta del Gran Premi d'Itàlia de 1961.
- 1965: Bruno Deserti, mort durant la prova oficial de Ferrari abans de Le Mans en un Ferrari P2/3 4000 cc
- 1965: Tommy Spychiger, mort durant una cursa de cotxes esportius de 1.000 km en un Ferrari 365P2 a la Parabolica[18]
- 1970: Jochen Rindt, mort després d'estavellar-se a la Parabolica durant els entrenaments del Gran Premi d'Itàlia de 1970[9]
- 1973: Jarno Saarinen  i Renzo Pasolini es van morir en un accident múltiple a la Curva Grande durant la cursa de 250cc del Gran Premi de les Nacions[28]
- 1973: Carlo Chionio, Renzo Colombini i Renato Galtrucco, morts durant una cursa del campionat d'Itàlia de motociclisme júnior de 500cc[28]
- 1974: Silvio Moser es va morir a l'hospital un mes després de patir ferides als 1.000 km de Monza.
- 1978: Ronnie Peterson es va morir a l'hospital després d'estavellar-se durant el començament del Gran Premi d'Itàlia de 1978[9][12][28]
- 1998: Michael Paquay, pilot de motociclisme belga, es va morir després d'un accident als entrenaments per a la ronda italiana del Campionat del Món de Supersport amb la seva Honda CBR 600
- 2000: Paolo Gislimberti, un cap de bombers colpejat per les restes volants d'un accident a la primera volta a la xicana de Roggia durant el Gran Premi d'Itàlia[9][36]